# Pseudomicrodes
Pseudomicrodes é um gênero de traça pertencente à família Arctiidae.